# بيلي بيسون
بيلي بيسون (بالفرنسية: Billy Besson)‏ هو ربان ‏ فرنسي، ولد في 8 مارس 1981 في بابيتي في فرنسا.

## وصلات خارجية
- بيلي بيسون على موقع الاتحاد الدولي للملاحة الشراعية (موقع جديد) (الإنجليزية)
- بيلي بيسون على موقع الاتحاد الدولي للملاحة الشراعية (موقع قديم) (الإنجليزية)
- بيلي بيسون على موقع اللجنة الأولمبية الدولية (الإنجليزية)
- بيلي بيسون على موقع أوليمبيديا (الإنجليزية)
- بيلي بيسون على موقع اللجنة الأولمبية الفرنسية (مؤرشف) (الفرنسية)